# Koivukylä
Koivukylä (en suédois : Björkby) est un quartier de Vantaa en Finlande.

## Description
Koivukylä est un quartier de la partie orientale de Vantaa, le long de la ligne d'Helsinki à Tampere à environ quatre kilomètres au nord de Tikkurila et à cinq kilomètres au sud de Korso.
Koivukylä borde Asola au nord, Havukoski à l'est, Ilola et Ruskeasanta à l'ouest, et Simonkylä et Hiekkaharju au sud.
Koivukylä forme le centre du district de Koivukylä.
La population de Koivukylä en 2019 était de 4 836 habitants et l'ensemble du district de Koivukylä de plus de 30 000 habitants.
Koivukylä se compose à la fois de maisons individuelles et d'immeubles résidentiels, tandis que le côté d'Havukoski est principalement une zone immeubles résidentiels dense dominée par huit tours de 12 étages. La part d'immeubles résidentiels est d'environ 70 % à Koivukylä et de plus de 90 % à Havukoski.

## Population
La population de Koivukylä au 31 décembre 2020 était de 5 154 habitants.
Koivukylä est une zone dont la population croissante et le nombre d'habitants a augmenté à des rythmes variables au fil des décennies.
En 1980, Koivukylä était relativement peu peuplée, avec seulement 533 habitants. En 1990, la population était de 1 818 habitants et en 2000, de 2 125. En 2010, la population de Koivukylä était passée à 2 600 habitants. Cependant, la construction du quartier résidentiel de Leinelä a considérablement augmenté la population de Koivukylä. Les premiers habitants ont pu s'y installer en 2011. En 2015, 3 435 personnes vivaient à Koivukyläihmistä.

## Transport

### Trains
Koivukylä est desservie par la ligne Kehärata et par la ligne de Kerava à Lahti.
| Ligne | Trajet                                   |  |
| ----- | ---------------------------------------- |  |
| K     | Koivukylä - Helsinki - Kerava            |  |
| T     | Koivukylä - Helsinki - Kerava            |  |
| I     | Leinelä - Aéroport - Myyrmäki - Helsinki |  |
| P     | Leinelä - Tikkurila - Helsinki           |  |

### Bus
Koivukylä est desservi par les bus de la région d'Helsinki.
| Ligne | Trajet                                                                   |  |
| ----- | ------------------------------------------------------------------------ |  |
| 574   | Peijas–Aviapolis–Myyrmäki                                                |  |
| 587   | Mellunmäki–Honkanummi–Korso–Vierumäki                                    |  |
| 623   | Hakaniemi–Peijas                                                         |  |
| 624   | Tikkurila–Ilola–Leinelä–Koivukylä–Päiväkumpu                             |  |
| 625   | Tikkurila–Hiekkaharju-Koivukylä–Peijas–Rekolanmäki                       |  |
| 631   | Tikkurila–Korso–Kulomäki                                                 |  |
| 633N  | Rautatientori–Leinelä-Koivukylä-Vallinoja–Kerava                         |  |
| 721   | Hakaniemi–Honkanummi–Päiväkumpu–Rekola–Koivukylä                         |  |
| 721N  | Rautatientori–Kuninkaala–Jokiniemi–Havukoski–Päiväkumpu–Rekola–Koivukylä |  |
| 735   | Tikkurila-Jokiniemi-Havukoski-Koivukylä-Peijas-Korso-Mikkola             |  |

## Galerie

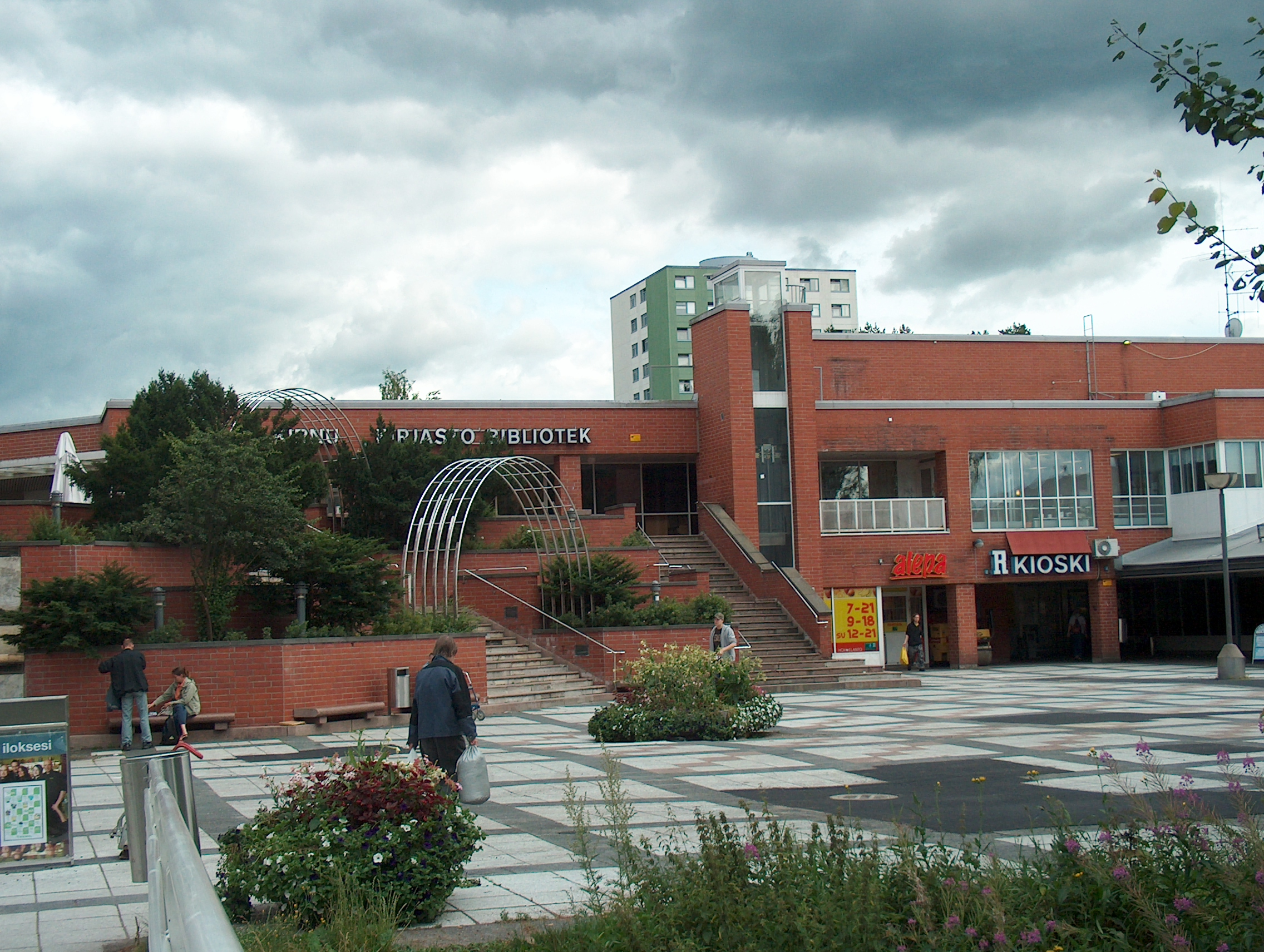
La bibliothèque de Koivukylä.
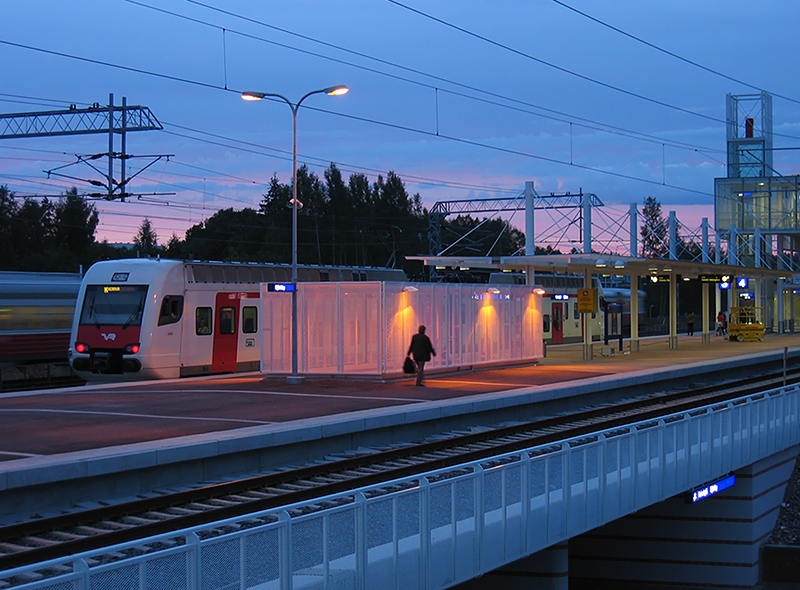
La gare de Koivukylä.
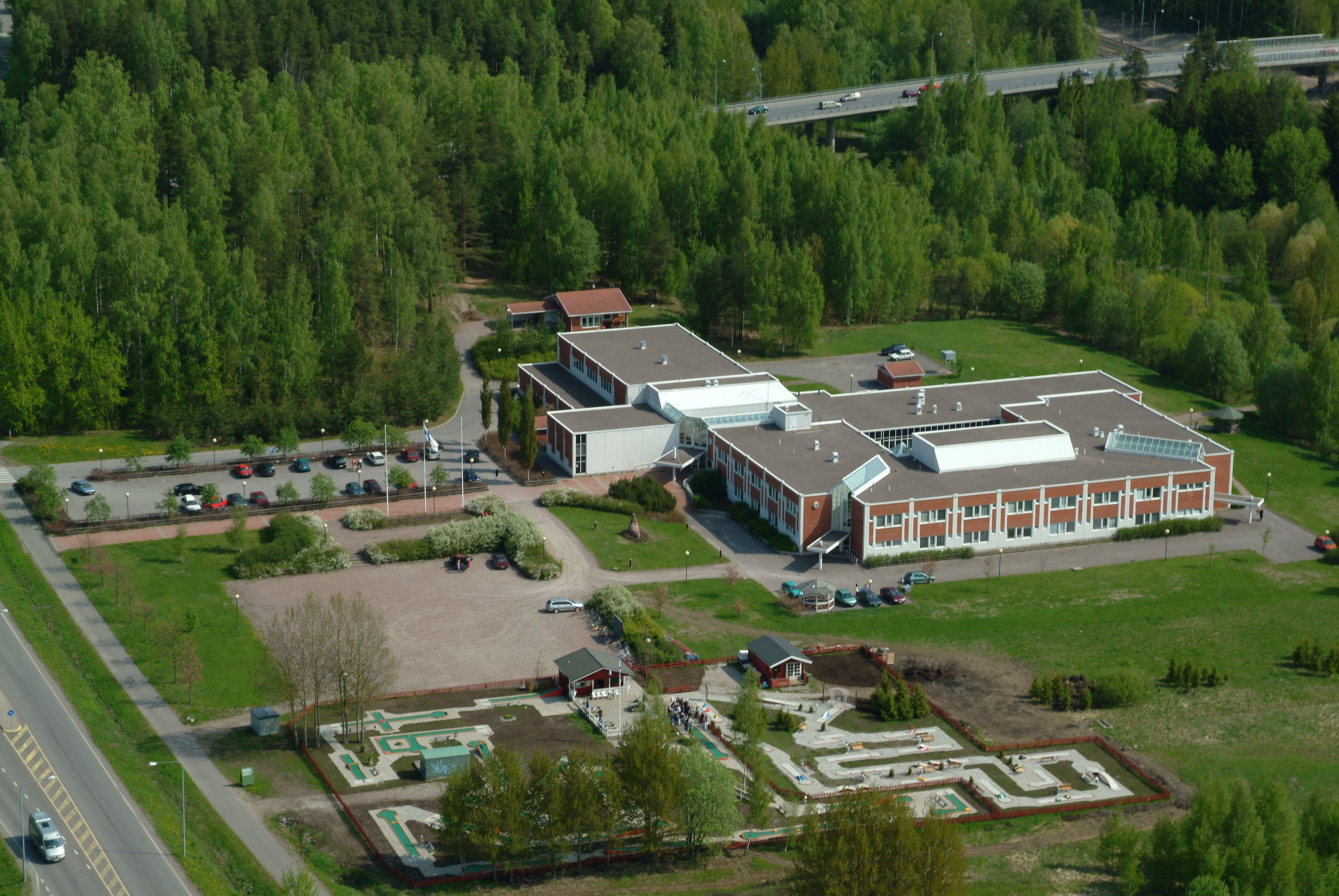
École professionnelle Varia